# Bol Open 2019
El Bol Open 2019 fue un torneo de tenis profesional jugado en pistas de tierra batida al aire libre, pertenece a los Torneos WTA 125s en 2019. Se disputará en Bol, Croacia.

## Cabeza de serie

### Individual femenino
| Tenista           | Ranking | Preclasificada |
| Tamara Zidanšek   | 60      | 1              |
| Sara Sorribes     | 75      | 2              |
| Aleksandra Krunić | 76      | 3              |
| Anna Schmiedlová  | 90      | 4              |
| Astra Sharma      | 92      | 5              |
| Jil Teichmann     | 93      | 6              |
| Timea Bacsinszky  | 94      | 7              |
| Laura Siegemund   | 95      | 8              |

- Ranking del 27 de mayo de 2019

### Dobles femenino
| Tenista                         | Ranking | Preclasificada |
| Cornelia Lister Renata Voráčová | 171     | 1              |
| Timea Bacsinszky Mandy Minella  | 236     | 2              |
| Akgul Amanmuradova Nao Hibino   | 241     | 3              |
| Anna Danilina Yana Sizikova     | 264     | 4              |

## Campeonas

### Individual femenino
Tamara Zidanšek venció a  Sara Sorribes por 7-5, 7-5

### Dobles femenino
Timea Bacsinszky /  Mandy Minella vencieron a  Cornelia Lister /  Renata Voráčová por 0-6, 7-6(3), [10-4]